# Sulyok Dezső
Sulyok Dezső, teljes nevén: Sulyok Dezső Károly (Simaházapuszta, 1897. március 28. – New York, 1965. május 18.) magyar politikus, országgyűlési képviselő, Pápa város polgármestere. 

## Élete

### 1897–1920
Édesapja Sulyok Antal molnár, édesanyja Szigeti Izabella volt. Szüleit kilencévesen elveszítette, ezért nagybátyja nevelte fel. A Szent Benedek-rend pápai Szent Mór Gimnáziumában érettségizett (ez ma a Türr István Gimnázium és Kollégium) kitűnő eredménnyel. Végigharcolta az első világháborút, az olasz és az orosz fronton teljesített szolgálatot. Ezután Budapesten csendőrtiszti tanfolyamot végzett és fogalmazóként tevékenykedett a Tanácsköztársaság alatt, katonai előadó volt a vörösőr-zászlóaljnál. 1919. május 24-én Pápán vette feleségül Gárdos Etelka Szidónia Irént. 1919 augusztusában a pápai rendőrség ideiglenes parancsnokává nevezték ki. A csendőrséget a rengeteg túlkapás miatt otthagyta, ahogy elérte betegállományba helyezését. Közben a Pázmány Péter Tudományegyetemen (ma ELTE) megkezdett tanulmányait befejezte és jogi doktorátust szerzett.

### 1920–1931
1924-ben letette az ügyvédi vizsgát és önálló irodát nyitott Pápán. Rendszeresen publikált a Pápa és Vidéke című katolikus hetilapban. Belépett a kormány politikáját támogató Keresztény Szociális Gazdasági Pártba, ahol 1926 és 1931 között választmányi tag volt. 1929-ben választották először városi képviselővé a polgári pártok közös listáján a Belvárosban. Mint a Pénzügyi Bizottság előadója, politikájában nagy aktivitást mutatott, sorra jelentek meg cikkei a Pápai Hírlapban. A szélsőségektől élesen elhatárolódott, értve ezalatt Lenin, Sztálin, Hitler és Mussolini gondolatait is.

### 1931–1947
Az 1931. évi országgyűlési választások előtt pártja nem támogatta azt, hogy jelölt legyen, ezért néhány hónapra belépett a kormánypártba (Egységes Párt). Innen hamar távozott és egy időre visszavonult a nagypolitikától. Az 1935. évi országgyűlési választások előtt újra csatlakozott az átnevezett kormánypárthoz (Nemzeti Egység Pártja), de a választásokon csak nem hivatalos jelöltként indították. Ennek ellenére a párt hivatalos jelöltje, Barczy Gábor előtt végzett 459 szavazattal és így Pápán országgyűlési mandátumot szerzett. A választások után másfél hónappal azonban csalódott Gömbös Gyula miniszterelnök politizálásában és parlamenti mandátumát megtartva másodszor is távozott a kormánypártból. 1937-ben belépett a Független Kisgazdapártba, illetve csatlakozott az FKGP frakcióhoz.
1938-ban ő szólalt fel Imrédy Béla zsidó származása ügyében, ami miatt a miniszterelnök lemondásra kényszerült. Később felszólalt egy interpellációban Szálasi Ferenc örmény származása miatt, amiért az Összetartás című folyóirat beperelte. (A bíróság ellene ítélt.) A második zsidótörvény ellen szavazott. Fellépett mindennemű szélsőség ellen, ezért később, a Szálasi időszak alatt, illegalitásba kényszerült. Az 1939-es választásokon újfent nem sikerült elindulnia, így mandátumot sem szerezhetett. 1942. januárja és 1943. júniusa között újra katonaként tevékenykedett az orosz fronton, főhadnagyi rangban.
1943-tól az FKGP polgári tagozatának társelnöke lett és részt vett a párt Kállay Miklós miniszterelnökhöz benyújtott háborúellenes memorandumának kidolgozásában. 1944. április 3-án náciellenes magatartása miatt letartóztatták, és Nagykanizsára internálták. Két hónap múlva, Mindszenty József veszprémi püspök (későbbi hercegprímás) közbenjárására szabadon engedték. A nyilas hatalomátvétel után ismét bujkálni kényszerült. A városparancsnok őt kérte fel 1945. április 1-jén, húsvét hétfőn a polgármesteri teendők ellátására. Szeptember elejéig töltötte be ezt a posztot, így hivatali ideje csak a tervezetek kidolgozására volt elég. Konkrét javaslatokat dolgozott ki a városrendezés végrehajtására. 1945. augusztusban bekerült az FKGP Országos Intézőbizottságába. 1945. júniusától az Ideiglenes Nemzetgyűlés, majd októbertől a budapesti törvényhatósági bizottság novembertől pedig a Nemzetgyűlés tagja volt. 1945 szeptemberében mint a kormányon lévő Kisgazdapárt jelöltje került a Pénzintézeti Központ élére. A Népbíróságon az Imrédy-per vádlója volt, népügyészként. Sulyok Dezső politikai pályájának csúcspontját akkor érte el, amikor a köztársasági elnökké választott Tildy Zoltán után ő lett a párt miniszterelnök-jelöltje.
Miniszterelnök azonban nem lehetett a hírhedett szalámitaktika miatt. 1946. március 12-én a Baloldali Blokk követelésére 19 társával együtt kizárták a Független Kisgazdapártból és ezzel a párt végleges szétverése is kezdetét vette. Ezért társaival 15-én megalakították a Magyar Szabadság Pártot (működésüket csak 1946 júniusában engedélyezték), amelynek elnökévé is választották. Ezzel egy időben elindította a Holnap című pártlapot, melynek főszerkesztője is lett. 1947-ben a módosított választási törvény miatt lehetetlenné vált pártja színeiben történő indulása a közelgő választásokon, ami miatt a ciklus vége előtt pár nappal, július 21-én pártját feloszlatta és lemondott országgyűlési mandátumáról. Az 1947-es választásokat még megvárta, majd annak megtörténte után két héttel, szeptember 14-én elmenekült az országból Ausztriába, majd az Amerikai Egyesült Államokba. Még ebben az évben, 1947. október 7-én megfosztották állampolgárságától.

### 1947–1965
Mint a Pénzintézeti Központ végkielégítés nélkül elbocsátott vezetője, nemzetközi bíróságon a magyar állam ellen indított perben pernyertes lett, így a külföldön zárolt magyar betétekből 80 000 dollár végkielégítéshez juttatták, amivel biztosítani tudta anyagi függetlenségét politikai tevékenységéhez az emigrációban. 1949–1950-ben a Magyar Nemzeti Bizottmány végrehajtó bizottsági tagja, a belügyi osztály vezetője volt. Nagy Ferenccel és Varga Bélával való vitája miatt – utólag is számon kérte rajtuk a Magyar Kommunista Párt (MKP) nyomására engedményeket tevő politizálást – 1950-ben az Amerikai Magyar Népszava szerkesztője lett. Az emigrációs kiadványokat ekkoriban rendszeresen szerkesztette.
1948-ban Svájcban, német nyelven, míg 1954-ben New Yorkban magyarul jelentek meg visszaemlékezései. 1956 után Magyar Október 23. Mozgalom néven önálló szervezetet alapított, de ez nem gyakorolt jelentősebb befolyást sem az ország életére, sem az emigrációban élők sorsára. New Yorkban hunyt el, 1965-ben, 68 évesen.

## Rendszerváltás utáni rehabilitációja
- Születése 100. évfordulóján Pápán, szülővárosában konferencián emlékeztek személyére. Ebből az alkalomból jelent meg Szerencsés Károly: A nemzeti demokráciáért című könyve Sulyok Dezsőről, amit a Pápa városi Önkormányzat adott ki.
- Pápai házára 1994-ben emléktáblát tettek, amit dr. Habsburg Ottó avatott fel.
- 1997-ben a rendszerváltás után újjáalakult Független Kisgazdapárt rehabilitálta egykori kizárt politikusát.

## Művei
- Sulyok Dezső négy beszéde; MSZP, Bp., 1947
- A magyar tragédia. 1. A trianoni béke és következményei; szerzői, Newark, 1954
- A Magyar Október 23 Mozgalom programmja; Magyar Október 23. Mozgalom, New York, 1962
- A magyar emigráció szerencsétlensége; Magyar Október 23. Mozgalom, New York, 1962
- Sulyok Dezső beszéde a Nemzetgyűlés 1947. évi június hó 12-én tartott ülésén a Dinnyés kormány bemutatkozását követő vita során, a Nemzetgyűlési Értesítő szövegében; AB Független, Bp., 1982 (szamizdat)
- Két éjszaka nappal nélkül; szerk. Molt Klára; Éghajlat, Bp., 2004

## Emlékezete
- Emlékezetét őrzi az igazságügyi miniszter által 2018-ban alapított Sulyok Dezső-emlékérem.
- Tudományos konferencia – Sulyok Dezső tiszteletére, Online hozzéférés.
- Szobrot állítottak neki 2002. március 28-án Pápán a polgármesteri hivatal mellett.